# Ханна (телесериал)
«Ханна» (англ. Hanna) — экшен-драма стриминговой платформы Amazon, основанная на фильме 2011 года «Ханна. Совершенное оружие».
11 апреля 2019 года стало известно, что Amazon продлил сериал на второй сезон. Премьера второго сезона состоится 3 июля 2020 года. Третий сезон, релиз которого состоялся 24 ноября 2021 года — финальный.

## Сюжет
15-летняя Ханна всю жизнь прожила в лесах Северной Польши, где её с юных лет тренировал Эрик, старый солдат. Изолированный от цивилизации, он обучил Ханну всем возможным методам выживания. Эрик хотел защитить её от остального мира, но сама Ханна очень хочет узнать тайну своего происхождения.

## В ролях

### Основной состав
- Юэль Киннаман — Эрик Хеллер (сезон 1)
- Мирей Инос — Марисса Виглер
- Эсме Крид-Майлз (англ.) — Ханна
- Джиллз Норрис-Тари — Бенуа
- Джастин Салинджер — Карл
- Рианна Баррето — Софи
- Айнэ Роуз Дэйли — Сэнди
- Дермот Малруни — Джон Кармайкл (сезоны 2-3)
- Рэй Лиотта — Гордон Эванс, «Председатель» (сезон 3)
- Хлоя Пирри (англ.) — Брианна Стэплтон (сезон 3)

### Второстепенный состав
- Варада Сету — Мак-Артур, аналитик ЦРУ (в 2 эпизодах)

## Обзор сезонов
| Сезон | Сезон | Эпизоды | Дата показа    | Дата показа    |
| Сезон | Сезон | Эпизоды | Премьера       | Финал          |
| ----- | ----- | ------- | -------------- | -------------- |
|       | 1     | 8       | 3 февраля 2019 | 29 марта 2019  |
|       | 2     | 8       | 3 июля 2020    | 3 июля 2020    |
|       | 3     | 6       | 24 ноября 2021 | 24 ноября 2021 |

## Список эпизодов

### Сезон 1 (2019)
| № общий | № в сезоне | Название         | Режиссёр        | Автор сценария | Дата премьеры                                            |
| ------- | ---------- | ---------------- | --------------- | -------------- | -------------------------------------------------------- |
| 1       | 1          | «Forest» «Лес»   | Сара Адина Смит | Дэвид Фарр     | 3 февраля 2019 (Предпремьера) 29 марта 2019 (официально) |
| 2       | 2          | «Friend» «Друг»  | Сара Адина Смит | Дэвид Фарр     | 29 марта 2019                                            |
| 3       | 3          | «City» «Город»   | Джон Джонс      | Дэвид Фарр     | 29 марта 2019                                            |
| 4       | 4          | «Father» «Отец»  | Джон Джонс      | Дэвид Фарр     | 29 марта 2019                                            |
| 5       | 5          | «Town» «Городок» | Эми Нил         | Ингеборг Топсе | 29 марта 2019                                            |
| 6       | 6          | «Mother» «Мать»  | Эми Нил         | Дэвид Фарр     | 29 марта 2019                                            |
| 7       | 7          | «Road» «Дорога»  | Андерс Энгстрем | Дэвид Фарр     | 29 марта 2019                                            |
| 8       | 8          | «Utrax» «Ютракс» | Андерс Энгстрем | Дэвид Фарр     | 29 марта 2019                                            |

### Сезон 2 (2020)
| № общий | № в сезоне | Название                                | Режиссёр          | Автор сценария   | Дата премьеры |
| ------- | ---------- | --------------------------------------- | ----------------- | ---------------- | ------------- |
| 9       | 1          | «Safe» «Безопасный»                     | Эва Юссон         | Дэвид Фарр       | 3 июля 2020   |
| 10      | 2          | «The Trial» «Испытание»                 | Эва Юссон         | Дэвид Фарр       | 3 июля 2020   |
| 11      | 3          | «To the Meadows» «На луга»              | Эва Юссон         | Пол Уотерс       | 3 июля 2020   |
| 12      | 4          | «Welcome Mia» «Добро пожаловать Мия»    | Угла Хёйксдоуттир | Лора Ломас       | 3 июля 2020   |
| 13      | 5          | «A Way to Grieve» «Способ горевать»     | Угла Хёйксдоуттир | Нина Сигал       | 3 июля 2020   |
| 14      | 6          | «You're with Us Now» «Теперь ты с нами» | Угла Хёйксдоуттир | Шарлотта Хэмблин | 3 июля 2020   |
| 15      | 7          | «Tacitus» «Тацит»                       | Дэвид Фарр        | Дэвид Фарр       | 3 июля 2020   |
| 16      | 8          | «The List» «Список»                     | Дэвид Фарр        | Дэвид Фарр       | 3 июля 2020   |

### Сезон 3 (2021)
| № общий | № в сезоне | Название                                                                 | Режиссёр              | Автор сценария | Дата премьеры  |
| ------- | ---------- | ------------------------------------------------------------------------ | --------------------- | -------------- | -------------- |
| 17      | 1          | «Résistance» «Сопротивление»                                             | Саша Полак            | Дэвид Фарр     | 24 ноября 2021 |
| 18      | 2          | «Grape Vines and Orange Trees» «Виноградные лозы и апельсиновые деревья» | Саша Полак            | Дэвид Фарр     | 24 ноября 2021 |
| 19      | 3          | «Nadiya» «Надья»                                                         | Вероника Тофильска    | Селина Лим     | 24 ноября 2021 |
| 20      | 4          | «Look Me In the Eye» «Посмотри мне в глаза»                              | Вероника Тофильска    | Пол Уотерс     | 24 ноября 2021 |
| 21      | 5          | «Eyeliner» «Подводка для глаз»                                           | Анка Мируна Лазареску | Дэвид Фарр     | 24 ноября 2021 |
| 22      | 6          | «Do Not Sleep» «Не спи»                                                  | Анка Мируна Лазареску | Дэвид Фарр     | 24 ноября 2021 |

## Производство

### Разработка
Amazon продлил сериал на третий сезон. Премьера третьего сезона состоялась на Amazon 24 ноября 2021 года.